# Lae Rambong
Lae Rambong is een bestuurslaag in het regentschap Dairi van de provincie Noord-Sumatra, Indonesië. Lae Rambong telt 754 inwoners (volkstelling 2010).